# 胡志明小道

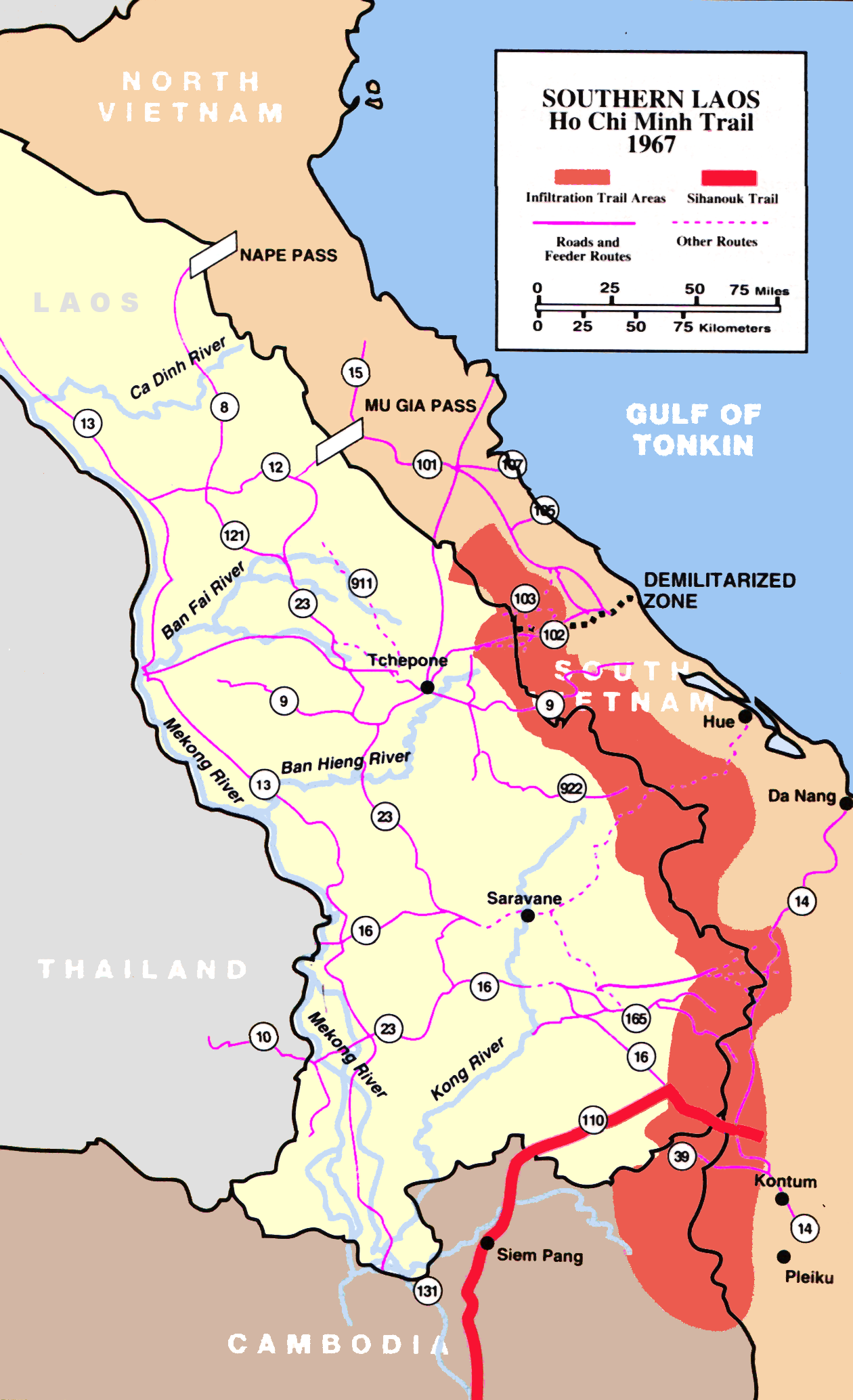
1967年的胡志明小徑

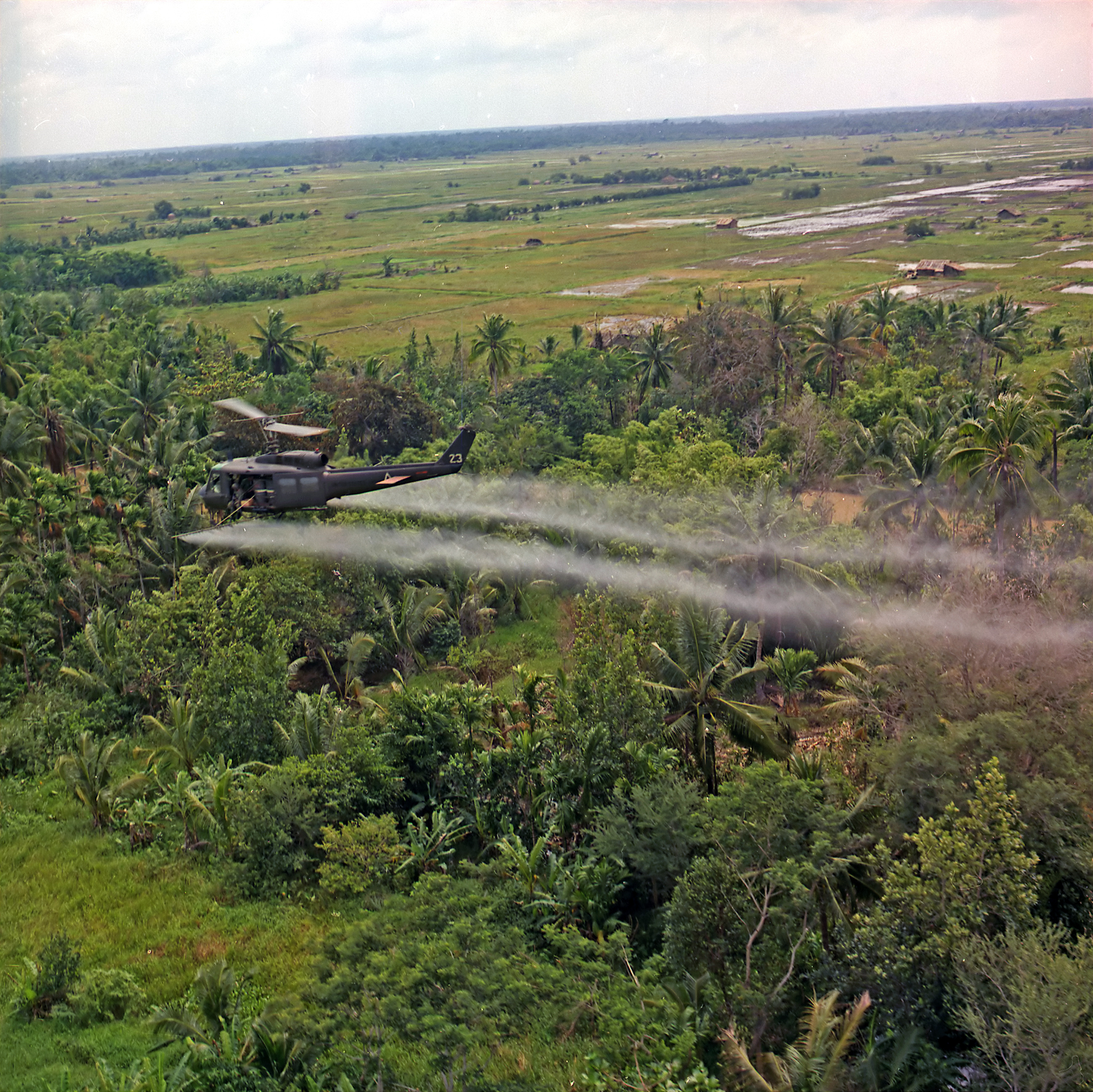
一架美軍UH-1D直升機正在向叢林噴灑橙劑(1969年)

胡志明小徑（越南语：／?），又稱胡志明小徑，越南亦稱「長山道」（越南语：／?）是1959年由越南勞動黨主席兼北越國家主席胡志明下令開闢支援南方作戰的通道，其路徑繞道於寮國及柬埔寨境內，可從北部榮市經過中部非軍事區通往南方戰場，故稱為“胡志明小徑”，這也使越戰擴大至寮國及柬埔寨境內。

## 历史
長山西側的部分道路很早就以原始小徑的形式存在，永祚四年（1622年）割據越南中南部的阮主在廣治的登昌縣設立哀牢營，控制從萬象、鎮寧、歸合等地來往的邊民。1802年（嘉隆元年）困守歸仁的西山軍試圖北上，也是從“上道”抵達乂安的香山縣。
1958年5月越南人民军和老挝武装部队首先占领了老挝9号公路Se Pont的十字路口。1959年5月15日成立第559运输团（当时辖2个营：301营。号称长山部队，现为越南人民军第12兵团）。6月10日，越南人民軍559团首次通过“胡志明小道”向南方运送武器装备，将一批士兵运送到了南方前线。8月20日首次把500公斤物资运到承天西部交给第五联区。当时运往南方的武器和物资都是从资本主义国家进口。通行“胡志明小道”的座右铭是“行走无踪，做饭无烟，说话无声”（越南语：／）。至1959年底，559团向南方运送了542名干部战士、一批物资。运输量虽然很小，但开辟了胡志明小道。
“胡志明小道”共有5条主路、29条支路，還有其它捷道、旁門左道，总长近2万公里。1960年美軍終於發現胡志明小道，調派T-28教练机展開偵察。1961年4月，越南人民军与巴特寮发动了“南寮-9号公路进攻战役”，沿9号公路控制了东起卡其桥西至芒发兰的100多公里路线，解放了芒非与车帮（Xepon）。使得胡志明小道从长山山脉东麓转移至更隐蔽的西麓。559部队从团扩编为师，301从营扩编为团。迅速在9号公路南北建立起道路网。1964年胡志明又對小道展開擴建工作，可以行驶卡车，還建立地下兵营、倉庫、油庫等。
1964年底美軍B-26轟炸机開始轟炸胡志明小道，並以UC-123飛机噴灑脫葉毒劑，一直持續到1965年几乎每天都有美方軍機往老挝進行轰炸，造成北越軍重大的傷亡。面对疯狂的空袭，“胡志明小道”的运输车必須夜间行驶。从1964年到1967年六年之間，美军總共出动战机18万多架次空袭“胡志明小道”，造成胡志明部队約4.6万车辆毁坏，但中國仍大量提供胡志明部隊軍需，使得美軍的轟炸終始無法奏效。在此期間共有132架美军战机被擊落。1965年越南人民军65团从北方出发有2800人，经过6个月行军1966年抵达南方时仅剩下1200人。
到1965年底，559部队达到了24400人，辖6个汽车营，2个自行车运输营，1个船运营，18个工兵营，4个高炮营，45个兵站和联络分队，还配属一个工兵团和4个高炮营。1965年运输量相当于1959-1964年总和，运输南下部队人数也是1959-1964年总和（5万人次）。至1967年底，长山运输网有2959公里道路，其中干线275km，支线445km，横线公路822km，绕行线576km，进出仓库450km。
1968年初，美軍在胡志明小道投下20多萬枚電子感測器，為美軍轟炸機提供了準確的資訊，北越軍開始以牛群、猴子作為干擾，使得美國計劃再度落空。1968年物资运输量比1967年增长一倍，人员运输增长0.7倍。1969年物资运量2万吨，比1968年增加29%，运输人员8万人次。
1970年运量4万吨。1971年运量6万吨。1971年“胡志明小道”每星期約有9000輛車次通過。1971年2月“九号公路大捷”歼灭敌军8105人，俘虏1160人。1972年戰事已經接近尾聲，美國實施碘化銀人造雨，形成狂暴雨，小徑泥濘難行，通車數量降至900輛。1972年完成运量16.3万吨，其中油料1万多吨。1973年1月27日美越簽署停戰協定，一直到戰爭結束，美國始終無法根除胡志明小道的問題，使得北越軍的作戰物資始終源源不絕。
1973年7月12日，越南中央军委命名559部队为“长山部队”，相当于军区，下辖470、471、472、437、571共五个师级地方司令部，共29个运输团，10多个团的配属部队。至1975年，道路网16790km，其中纵线6810km，横线4980km，迂回公路线5000多km，输油管道1712km，设有101个油站。每昼夜汽车600多辆，单程仅需6至8天。1974年年初至1975年4月，运输物资82.3万吨，是前13年的1.6倍。14年间累计2万多人牺牲，3万多人受伤，1万多人化学毒剂中毒。82个单位和48位个人荣获越南人民武装力量英雄称号。

## 路线
路线1：上路
路线2：东颂顺山路
路线3：巴隆战区到第五区
路线4：从第五区到南部

## 参看
- 越南战争
- 橙劑
- 補給線

1. ↑  《大南實錄·前編卷二》：壬戌九年，上以甘露孝江界，哀牢六丸、萬象鎮寧歸合諸蠻落皆有路通於此，乃命設營募民為六船兵守之，曰哀牢營。
2. ↑  耀、勇在平定，聞之，乃率其黨徐文昭、阮文緡、阮文甲、阮文點、黎公興等，兵丁三千，戰象八十，從上道入哀牢，謀出乂安……光耀自歸合下香山，聞乂安既破，遂過清漳，渡青龍江，從者漸散去，耀及其妻氏春皆爲官兵生獲。